# Capitão Poço
Capitão Poço est une municipalité brésilienne située dans l'État du Pará.

## Étymologie
Dénomination en l'honneur de l'explorateur Captain Possolo, membre de la première caravane d'explorateurs pionniers, arrivé dans la région en juin 1955.

## Histoire
Dans les années 1950, dans la municipalité d'Ourém, un "front pionnier" a été installé, appelé Capitão Poço, après la création du BR Belém-Brasília, qui a abouti à l'installation de migrants, d'autres régions du pays, sur le territoire du Pará.

### Formation administrative
En décembre 1961, elle a été élevée à la catégorie de municipalité nommée Capitaine Poço par la loi de l'État n° 2460 (du 29/12/1961), étant séparée d'Ourém.

## Géographie
Elle est située dans le nord du Brésil, à 2° 25′ 08″ S, 48° 09′ 08″ O, à une altitude de 73 mètres. La municipalité a une population estimée à 52 839 habitants répartis sur 2 899 553 km2 de superficie.
Quartiers :
- Marupá ;
- Gasolina ;
- Tatajuba ;
- DER ;
- JR 1 ;
- JR 2 ;
- JR 3 ;
- Coutilândia ;
- Eurico Siqueira ;
- Flors de Lins ;
- Goiabarana ;
- Goiânia ;
- Centre ;
- Jardim Tropical ;
- Vila Nova ;
- Vila Kennedy ;
- Quartier Fátima ;
- Sainte Rita de Cassia ;
- IPASEP.

Villes et / ou villages principaux :
- Açaiteua ;
- Arauaí ;
- Ajará ;
- Santa Luzia do Induá ;
- Jacamim ;
- Boca Nova ;
- Boca Velha ;
- Caraparu da Estrada ;
- Caraparu do Meio ;
- Caraparu de Cima ;
- Caraparu de Baixo ;
- Grota Seca ;
- Iacaiacá;
- Bom Jardim ;
- Muriá ;
- Jararaca ;
- Vila Nazaré ;
- Cubiteua ;
- Santana ;
- Beira do Rio ;
- Igarapé-Açú.